# Paul-Greifzu-Stadion
Le Paul-Greifzu-Stadion est un stade omnisports allemand (servant principalement pour le football et l'athlétisme) situé dans la ville de Dessau-Roßlau, en Saxe-Anhalt.
Le stade, doté de 20 000 places et inauguré en 1952, sert d'enceinte à domicile à l'équipe de football du SV Dessau 05, ainsi qu'à l'équipe d'athlétisme du 1. LAC Dessau.
Il porte le nom de Paul Greifzu, sportif automobile décédé dans un accident d'entraînement à Dessau en mai 1952.

## Histoire
Directement situé le long de la rivière Mulde, le stade (construit sur des dizaines de tonnes de gravats de la ville, fortement endommagés lors des raids aériens durant la guerre) ouvre ses portes en 1952. Il dispose à l'époque de 35 000 spectateurs et est inauguré le 18 octobre 1952 lors d'une victoire 4-0 des locaux du BSG Motor Dessau sur le Lokomotive Stendal.
Le stade est l'un des douze sites du Championnat d'Europe de football des moins de 17 ans 2009, qui s'est déroulé dans le centre du pays.
Chaque année, une compétition d'athlétisme appelée l'Anhalt Meeting a lieu au Paul-Greifzu-Stadion.
Le stade abrite également le club du LAC Dessau.

## Événements
- Euro -17 ans 2009 (2 matchs)

## Galerie

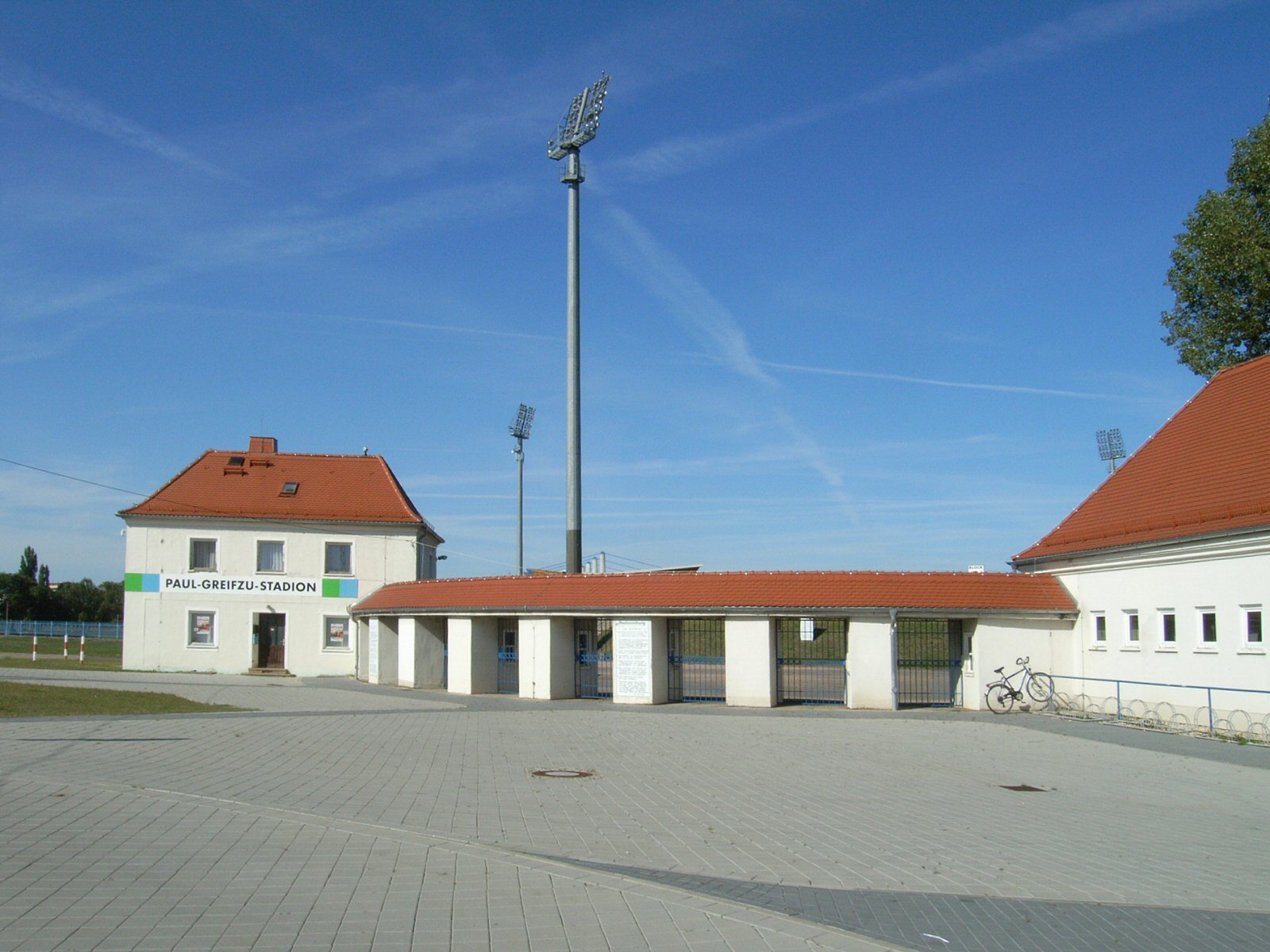
Entrée du stade sur la Ludwigshafener Strasse
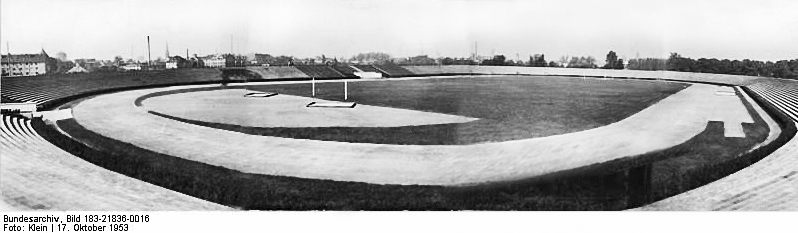
Vue du stade en 1953